# San Antonio kommun, Intibucá
San Antonio är en kommun i Honduras.   Den ligger i departementet Departamento de Intibucá, i den sydvästra delen av landet, 140 km väster om huvudstaden Tegucigalpa. Antalet invånare är 5 066. Arean är 91 kvadratkilometer.
Terrängen i San Antonio är kuperad.